# Alfred Carrothers
Pour les articles homonymes, voir Carrothers.
Alfred William Rooke Fred Carrothers (1er juin 1924 - 4 mai 1998) était un avocat et professeur canadien dans le domaine du droit.

## Biographie
Né à Saskatoon en Saskatchewan, son père, W. A. Carrothers, était professeur d'économie à l'université de la Saskatchewan. Carrothers reçut un baccalauréat en arts en 1947 et en droit en 1948 de l'université de Colombie-Britannique. Il compléta ensuite une maîtrise (1951) en droit suivit d'un doctorat en science juridique (1966) de la faculté de droit de l'université Harvard. Il devient membre des barreaux de Colombie-Britannique en 1948, de l'Ontario en 1965 et de l'Alberta en 1969.
Sa carrière académique commença à titre de chargé de cours à l'université de Colombie-Britannique de 1948 à 1950. Par la suite il devient assistant professeur de l'université Dalhousie, de 1951 à 1952, avant de revenir comme assistant professeur à l'université de Colombie-Britannique en 1952 et de devenir professeur associé en 1955 et pleinement professeur en 1960. De 1960 à 1962, il sera directeur de l'Institut des Relations industrielles. En 1964, il devient doyen et professeur de droit de l'université Western Ontario et président de l'université de Calgary de 1969 à 1974.
De 1974 à 1977, il travaille à titre de président fondateur de l'Institut de recherche en politiques publiques, plus ancien groupe de réflexion non-partisan au Canada. Il devient doyen de la faculté de droit de l'université d'Ottawa de 1981 à 1983.
En 1965, le gouvernement fédéral dirigé par Lester B. Pearson le nomme à la tête d'une commission chargée d'étudier l'avenir de la gouvernance des Territoires du Nord-Ouest, mieux connue sous le nom de Commission Carrothers.
Carrothers se marie à Jane Macintosh Boyd en 1961 et avait trois enfants, Matthew, Jonathan et Tasha. Il meurt en 1998 à Victoria en Colombie-Britannique des suites d'un accident vasculaire-cérébral.